# Arrival of the Ophir and Departure by Train from Portsmouth
Arrival of the Ophir and Departure by Train from Portsmouth è un cortometraggio muto del 1901. Il nome del regista non viene riportato nei credit del film ma vi appare quello del produttore Cecil M. Hepworth come direttore della fotografia.

## Produzione
Il film fu prodotto dalla Hepworth.

## Distribuzione
Distribuito dalla Hepworth, il documentario - un cortometraggio della lunghezza di 38 metri - presumibilmente uscì nelle sale cinematografiche britanniche nel 1901.
Non si hanno altre notizie del film che si ritiene perduto, forse distrutto nel 1924 quando il produttore Cecil M. Hepworth, ormai fallito, cercò di recuperare l'argento del nitrato fondendo le pellicole.